# Sergey
Sergey est une commune suisse du canton de Vaud, située dans le district du Jura-Nord vaudois.

## Population

### Surnom
Les habitants de la commune sont surnommés les Ours (nombreux vers 1600 dans la région).

## Politique

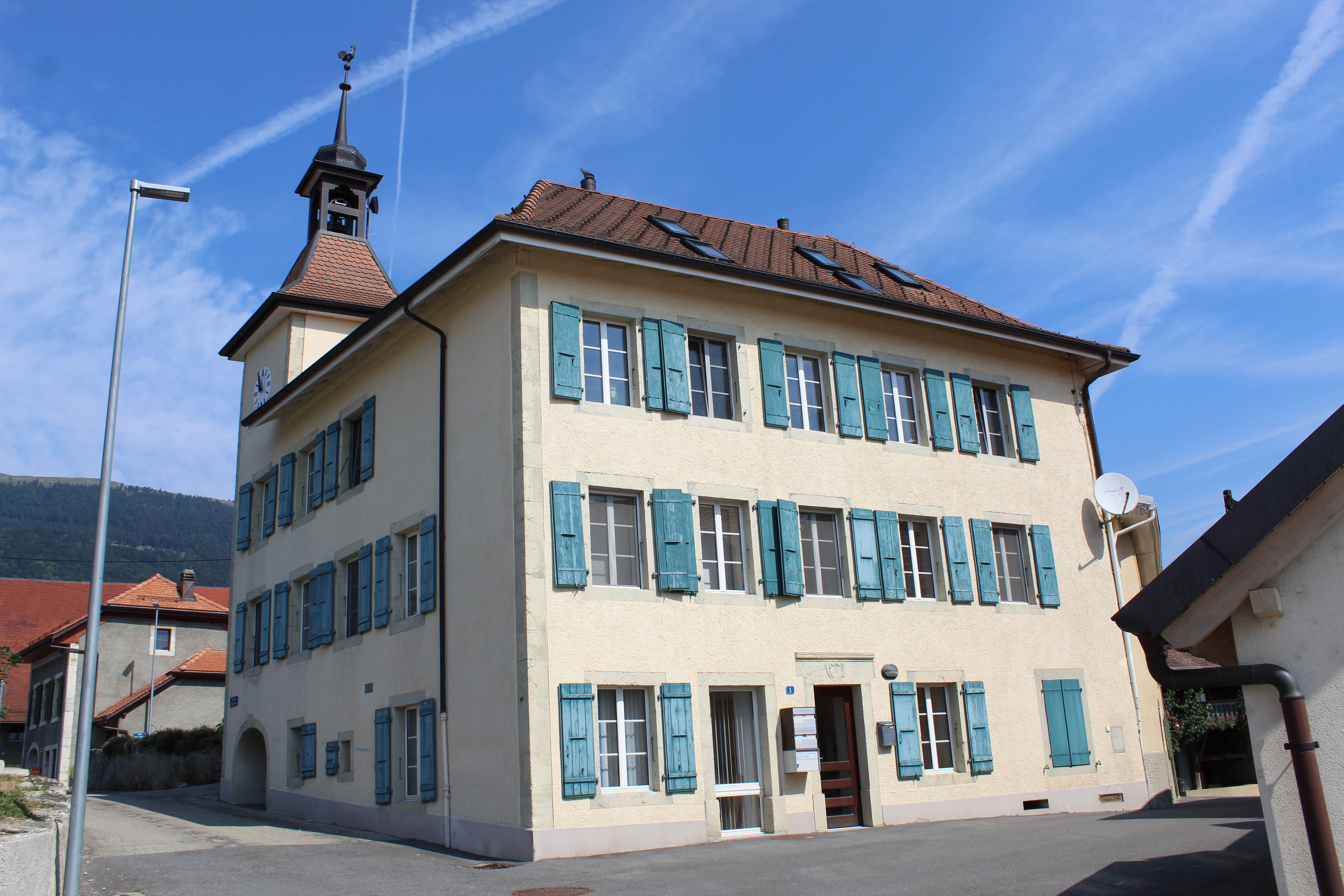
La maison-commune (1834).

La commune de Sergey est dotée d'une municipalité de cinq membres (exécutif) et d'un conseil général (législatif). La Municipalité est élue au suffrage universel, selon le système majoritaire, pour une période de cinq ans. Le Conseil général est ouvert à l'ensemble des citoyens de la commune.